# Megacephala
Megacephala (лат.) — род жуков-жужелиц из подсемейства скакунов из трибы Megacephalini.

## Описание
Для представителей данного рода характерны следующие эйдономические черты: передние углы переднеспинки выступают сильнее, чем передний край переднегрудки, щиток скрытый, большая часть тела гладкая.

## Классификация
В состав рода включали около 90 видов в шести подродах, но в 2007 году проведена ревизия, в которой все подроды получили статус самостоятельных родов. В состав рода включают следующие виды:
- Megacephala apicespinosa Schüle & Kudrna, 2016
- Megacephala asperata Waterhouse, 1877
- Megacephala baxteri Bates, 1886
- Megacephala bocandei Guerin-Meneville, 1848
- Megacephala denticollis (Chaudoir, 1843)
- Megacephala ertli W. Horn, 1904
- Megacephala johnnydeppi Werner, 2007
- Megacephala laevicollis (C.O. Waterhouse, 1880)
- Megacephala megacephala (A.G. Olivier, 1790)
- Megacephala morsii Fairmaire, 1882
- Megacephala quadrisignata Dejean & Boisduval, 1829
- Megacephala regalis Boheman, 1848
- Megacephala rivalieri Basilewsky, 1966
- Megacephala somalica Basilewsky, 1966

## Распространение
Встречается в Африке.